# You'll Never Know What You're Missing
You'll Never Know What You're Missing is een lied van de Britse band The Real Thing. Het werd begin 1977 door Pye uitgebracht als derde en laatste single van hun eponieme debuutalbum. 

## Achtergrond
Oorspronkelijk zou Someone Oughta Write a Song (About You Baby) de volgende single worden, geschreven door Ken Gold en Mickey Denne die ook verantwoordelijk waren voor de voorgaande hits You to Me Are Everything en Can't Get By Without You. De groep vond drie gelijkgestemde Gold/Denne-composities op rij teveel van het goede (in 2019 kwam het alsnog op single uit) en koos in plaats daarvan voor een eigen nummer. You'll Never Know What You're Missing is een ballad geschreven door Chris en Eddie Amoo die het ook produceerden met Dennis Weinreich voor Tony Hall productions. Paul Buckmeister tekende voor de strijkarrangementen. Op de B-kant stond Love Is a Playground, eveneens geschreven door de Amoo's en  medegeproduceerd door Dennis Weinreich. De strijkers en blazers werden gearrangeerd door Ian Green.

## Hitnotering
De single haalde in de week van 9 april 1977 de 16e plaats in de Britse hitlijst.  

## Heruitgave
In 1981 werd het opnieuw uitgebracht, ditmaal als B-kant van Chris Amoo's solocover van Phil Collins' This Must Be Love.

## References
1. ↑  45cat Record Details, Artist: Real Thing, Catalogue: 7N 45662
2. ↑  Billboard, April 2, 1977 Page 68 Billboard's Top Single Picks, recommended
3. ↑  Billboard April 9, 1977 Page 68 Billboard Hits Of The World, Britain
4. ↑  1000 UK Number One Hits, By Jon Kutner 391 The Real Thing You To Me Are Everything